# 丹尼拉·伊佐托夫
丹尼拉·伊佐托夫（俄语：Данила Изотов，1991年10月2日—），俄罗斯男子游泳运动员，主攻自由泳。曾参加2008年、2012年和2016年三届奥运，共收获一枚银牌和一枚铜牌。